# Condado de Crawford (Illinois)
O Condado de Crawford é um dos 16 condados do Estado americano de Illinois. No censo de 2010, a população era de 19.817 habitantes. Sua sede é a cidade de Robinson.

## História
O Condado de Crawford foi formado no território de Illinois em 31 de dezembro de 1816 fora do Condado de Edwards. Na época de sua formação, englobava cerca de um terço do território, mas foi reduzido às suas fronteiras atuais em 1831, à medida que gerava novos condados. Foi nomeado em homenagem a William H. Crawford.